# Piotr Aleksander Szymakowski
Piotr Aleksander Szymakowski (ur. 1680, zm. 25 października 1754) – rektor Uniwersytetu Jagiellońskiego w latach 1737–1738.

## Życiorys
Urodził się w 1680 roku na terenie Rzeczypospolitej Obojga Narodów. W 1737 roku objął funkcję rektora Uniwersytetu Jagiellońskiego. Funkcję tę przestał pełnić w 1738 roku.
Zmarł 25 października 1754. Został pochowany na terenie Kościoła św. Floriana w Krakowie.